# Municipio Ostuacán
Koordinaten: 17° 24′ N, 93° 20′ W
Ostuacán ist ein Municipio im mexikanischen Bundesstaat Chiapas. Das Municipio hat etwa 17.000 Einwohner und eine Fläche von 600,5 km². Verwaltungssitz und größter Ort des Municipios ist das gleichnamige Ostuacán.
Der Name Ostuacán kommt aus dem Nahuatl und bedeutet „Tigerhöhle“.

## Geographie
Das Municipio Ostuacán liegt im Nordwesten des mexikanischen Bundesstaats Chiapas zwischen Meereshöhe und 1000 m. Es zählt zu 63 % zur physiographischen Provinz der Sierra Madre de Chiapas und zu 37 % zur südlichen Küstenebene des Golfs von Mexiko; es liegt vollständig in der hydrologischen Region Grijalva-Usumacinta. Die Geologie des Municipios wird zu 32 % von Sandstein-Lutit bestimmt bei 29 % Sandstein, 21 % Andesit-Brekzie und 13 % Alluvionen; vorherrschende Bodentypen sind Luvisol (78 %), Phaeozem (7 %) und Gleysol (6 %). Etwa 64 % der Gemeindefläche werden von Weideland eingenommen, 21 % sind bewaldet, 6 % dienen dem Ackerbau.
Das Municipio Ostuacán grenzt an die Municipios Pichucalco, Sunuapa, Francisco León, Tecpatán und Mezcalapa sowie an den Bundesstaat Tabasco.

## Bevölkerung
Beim Zensus 2010 wurden im Municipio 17.067 Menschen in 3653 Wohneinheiten gezählt. Davon wurden 616 Personen als Sprecher einer indigenen Sprache registriert, darunter 537 Sprecher des Zoque. Knapp 19 Prozent der Bevölkerung waren Analphabeten. 5345 Einwohner wurden als Erwerbspersonen registriert, wovon 90 % Männer bzw. 2,7 % arbeitslos waren. Gut 25 % der Bevölkerung lebten in extremer Armut.

## Orte
Das Municipio Ostuacán umfasst 101 bewohnte localidades, von denen nur der Hauptort vom INEGI als urban klassifiziert ist. Sieben Orte hatten zumindest 500 Einwohner, 62 Orte weniger als 100 Einwohner. Die größten Orte sind:
| Ort                     | Einwohner |
| Ostuacán                | 2.979     |
| Nuevo Juan del Grijalva | 1.598     |
| Plan de Ayala           | 1.463     |
| Nuevo Xochimilco        | 1.393     |